# Styringomyia sjostedti
Styringomyia sjostedti är en tvåvingeart som beskrevs av Edwards 1914. Styringomyia sjostedti ingår i släktet Styringomyia och familjen småharkrankar.
Artens utbredningsområde är Kamerun. Inga underarter finns listade i Catalogue of Life.